# 小林康志郎
小林 康志郎（こばやし こうしろう、2001年1月14日 - ）は、埼玉県越谷市出身のモトクロス国際A級ライダーである。
2022年度全日本モトクロス選手権 IA1クラス ランキング25位

## 来歴
2歳の時からモトクロスを始める。
2019年に国際B級に昇格し全日本モトクロス選手権に参戦。2020年コロナ禍により延期されていた全日本モトクロス開幕戦にて、総合6位入賞。2021年に国際A級に昇格し、IA1（450ccクラス）に参戦。
2023年【安全に、いつまでもモトクロスを楽しむために】をモットーに個人スクールを開始（SNSにてスケジュールを発信）。

好きな食べ物は、自分で作る唐揚げ（隠し味はみりん）。３兄弟の末っ子で、長男はインドアスカイダイビング日本代表の小林堅志郎、次男は体操選手。